# 윌머 폰트
윌머 폰트 고메즈(Wilmer Font Gómez, 1990년 5월 24일 ~ )는 전 베네수엘라의 야구 선수이다.

## 미국 프로야구 시절
2006년에 스카우트 매니 바티스타에 의해 17세에 텍사스 레인저스에 입단했다.

## 한국 프로야구 시절

### SSG 랜더스시절
2021년에 닉 킹엄, 리카르도 핀토를 대체할 외국인 투수로 영입되었다. 2022년 4월 2일 NC 다이노스와의 개막전 경기에서 비공식 9이닝 퍼펙트를 달성했으나 0-0인 상황에서 내려갔기 때문에 공식적으로 인정받지 못했다. 2022년 시즌 후 그가 팀에 재계약 불가를 통보했다.

## 미국 프로야구 복귀
2023년에 샌디에이고 파드리스와 마이너 계약을 했다.